# Ƙ
Ƙ, ƙ (K с крюком) — буква расширенной латиницы. Используется в языке хауса, где обозначает абруптивный согласный [kʼ]. Также используется в паннигерийском алфавите, где является 17-й буквой, и использовалась в МФА до 2005 года для обозначения глухого велярного имплозивного согласного, но символы глухих имплозивных согласных больше не используются в МФА. Вместо них используются их звонкие эквиваленты с глухой диакритикой: [ɓ̥], [ʛ̥] и т. д.